# 대우 체어맨
대우 체어맨(Daewoo Chairman)는 대우자동차가 잠시 쌍용의 주인이 되었을 때 생산했던 대우자동차의 4도어 대형 세단이다.

## 1세대(W100)

### 체어맨(1998년~2000년)

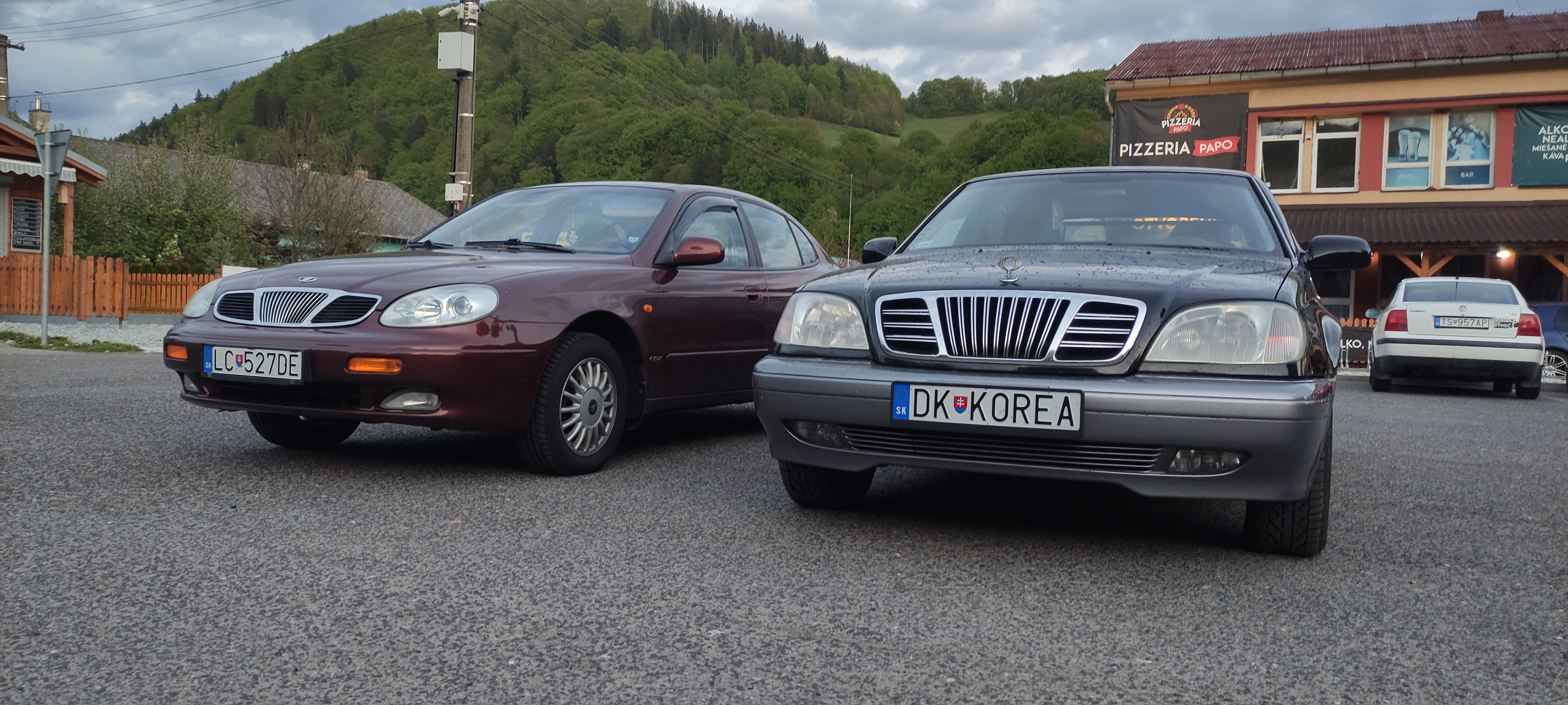
대우 레간자와 대우 체어맨

1998년에는 대우자동차(한국GM의 전신)가 쌍용자동차를 인수하여 대우 체어맨이 출시되었고, 당시 대우자동차의 패밀리 룩이던 3분할 라디에이터 그릴이 적용되었으나, 차체 디자인과 어울리지 못하다는 혹평을 받았다. 2000년에 쌍용자동차가 대우자동차에서 분리되며 단종되었다.